# USS LST-658
O USS LST-658 foi um navio de guerra norte-americano da classe LST que operou durante a Segunda Guerra Mundial.